# レコンキスタ (ゲーム)
『レコンキスタ』 (RECONQUISTA) は、コットンソフトから2007年6月22日に発売された18禁アドベンチャーゲームである。

## ストーリー
埋め立てによって作られた人工島である海上ニュータウンは、米軍基地を抱える国際的ニュータウンとして華々しくプロジェクトが立ち上げられたが、工事中に事故が相次いだこともあって現在では寂れ果てていた。唯一島の産業として残っていた大規模病院も閉鎖され、現在では島内にあるミッションスクールの生徒ならびに関係者くらいしか住民がいない状態となっていた。そんな海上ニュータウンに、槙野慶吾・もみじの親子が引っ越してきた。
ニュータウンに夜中になると出没するという「首刈り女」の噂話を中心にストーリーが展開する。メーカーは「ミステリアス恋愛アドベンチャー」としているが、ホラー系の要素もある。タイトルのレコンキスタならびに主題歌の歌詞が象徴するように、「全てを無くしてしまった場所で、もう一度大切な物を取り戻す」ことがテーマとなっている。
途中、槙野慶吾と三沢信哉のどちらの視点でゲームを進めるか選択できるようになっているが、基本的な背景となるストーリーは共通している。個別エンディングを見ていくことで新しいチャプターが追加され、それらを見ることで全体が一つのストーリーに収斂されて作品世界の全貌が見える作りになっている。
第1章は恋愛パートとなっており、槙野慶吾と三沢信哉の各二人ずつキャラの攻略が可能となっている。
第2章は汐見トオルと悠絵のストーリーが語られていて、汐見トオルがどのような道を歩んだのかを伺うことができる。また、上条夫婦のシナリオもあり、反魂樹のことについても語られている。
第3章はトゥルーエンドとなっている。槙野慶吾は麻咲エンドを、三沢信哉は真帆子エンドを進んだ結果となっている。

## 登場人物
秋月 暮葉（あきづき くれは）
声：北都南
ニュータウンに夜中になると出没するという「首刈り女」その人であり、槙野慶吾の亡き妻にそっくりな容姿を持つ。
秋月は旧姓で、上条の妻だった。代々「反魂の法」を使われないよう管理人をしていた家系に生まれ、守ってきたが、愛娘のためにその禁を破ってしまう。亡くなった時、上条裕輔の手で反魂樹の根元に埋められる。その反魂樹を見つけた汐見が現代に甦らせた。自分が甦ったことにより、反魂樹が未だ存在していることを危惧して、犯人を探す。また、反魂樹の力で不完全に甦った悪魔憑きを殺したことにより「首狩り女」という都市伝説が生まれ広まった。
羽鳥 真帆子（はとり まほこ）
声：まきいづみ
ミッションスクールの2年生。三沢信哉のクラスメイトで、マンションの同じ階に住む。人当たりが良い。 毎日欠かさず信哉にスカートをめくられているが、下着選びには余念がないらしい。
槙野 もみじ（まきの もみじ）
声：北都南
槙野慶吾の一人娘。父親とともに海上ニュータウンへ引っ越してくる。父親に甘えたがる一方、幼い割に、人見知りせずしっかりとしている。
この作品の姉妹作品である「ナギサの」にも、ワンシーンのみであるが出演している。
春日井 詩菜（かすがい しいな）
声：芝原のぞみ
ミッションスクールの1年生。羽鳥真帆子や三沢信哉の後輩に当り、真帆子の親戚である。真帆子とは大の仲良しだが、信哉には対照的に辛辣な態度を取る。
吉森 麻咲（よしもり まさき）
声：羽沢月乃
ミッションスクールの2年生。真帆子や信哉と同じクラスの委員長を務める。引っ越してきた槙野慶吾のお隣さんで、下のフロアーには真帆子や信哉が住んでいる。面倒見の良い姉御肌の人物で、ミッションスクールではいろいろな部活のピンチヒッターとして引っ張りだこである。母親は夜勤の看護師なので、夜は麻咲1人である。槙野もみじに「マッキー」と言うあだ名を付けられ、その返事に「じゃぁ、牧野さんと結婚したら、マッキーマッキーだね」と言った。
槙野 慶吾（まきの けいご）
声：なし
ミッションスクールへ非常勤の国語講師としてやってきた人物。娘のもみじを連れて海上ニュータウンへと転居してきた。越してきた初日に、亡き妻にそっくりな秋月暮葉を見かける。以前に一冊の児童小説を書き上げている。
三沢 信哉（みさわ しんや）
声：なし
ミッションスクールの2年生。ごくごく平凡な学生生活を送るが、都市伝説である「首刈り女」を目撃して以来、身辺が一転する。
槙野 紅葉（まきの もみじ）
声：北都南
旧姓 上条。槙野慶吾の妻。学生時代に当時教師として勤めていた牧野慶吾に知り合い、卒業とともに結婚。その1年後にもみじを出産している。おとなしそうな外見とは裏腹に、お茶目でちゃっかりしている面もある。
汐見 悠絵（しおみ ゆえ）
声：松田理沙
汐見トオルの妹。敬虔なクリスチャンの家庭に生まれ、進学先もミッションスクールへと決まっていた。しかし、兄を慕っていた感情が恋へと変化し、関係を持ち身ごもってしまい、家庭崩壊を起こした。そして雨の中両親と一緒に病院へ車で向かう最中、車が崖下へと転落。悠絵だけが何とか一命を取り留めるが、流産をしてしまうとともに事故の後遺症で右半身の自由を奪われ、脳に重い障害が残り失語症となったうえに感情の露出さえ失われてしまう。そんな中、骨髄移植のドナーとしての話が持ち上がり、話が出来ないながらもトオルは意志を汲み取りドナーとなることに許可を出す。しかしドナー提供したその後、脳幹まで障害が達し死亡した。後に、春日井詩菜にから、悠絵の骨髄移植された人物が羽鳥真帆子と春日井詩菜だったということを汐見トオルに知られてしまう。
汐見 トオル（しおみ とおる）
声：なし
ミッションスクールの礼拝堂で牧師の職を務める男性。授業は聖書を受け持っている。そのルックスから女生徒からの人気も高い。
悠絵のことを妹としても、一人の女性としても愛し続けている。妹の亡き後、生前祖父から聞かされた「反魂の法」を追い求め紆余曲折しながらも、上条裕輔のもとへとたどり着く。「反魂の法」の事を脅して聞き出し、悠絵の復活を画策する。その後、上条が牧師を引退するのをきっかけに海上ニュータウンの牧師となる。
田村 奈那子（たむら ななこ）
声：青山ゆかり
ミッションスクールの2年生。吉森麻咲や三沢信哉のクラスメイト。麻咲とは割と仲良しだが、内気な性格で積極的な友達付き合いは出来ないでいる。そして、首狩り女の3人目の被害者である。また、汐見トオルに恋愛感情を抱いていた。
羽鳥 朋子（はとり ともこ）
声：如月葵
真帆子の母親。夫は単身赴任中で、現在は娘と2人暮らし。独り暮らしである信哉の母とも仲が良く、信哉のお目付役でもある。上条裕輔や秋月暮葉とは昔ながらの知り合いで、秋月暮葉とは同郷。
矢嶋 碧（やしま みどり）
声：一色ヒカル
オカルト雑誌の編集記者で、「首刈り女」の伝説を聞きつけ、海上ニュータウンへとやってくる。記者としては優秀だが、極度の方向音痴なので、スクープを恵まれずにいる。
お茶目な性格をしている。記者という立場上、今回の騒動に関して情報面で活躍する。名前をヤジマ ペキと呼ぶと怒り、自己紹介にて三沢信哉に、ヤスィマと言っていた。
上条 裕輔（かみじょう ゆうすけ）
声：なし
もみじの祖父であり、槙野の義理の父親。かつては牧師をしていたが、現在は海上ニュータウンの霊園の管理人を務めている。落ち着いた老紳士の風格だが、孫のもみじには大甘である。
海上ニュータウンの牧師時代、何も知らないと思っていた汐見トオルに、うっかりと昔の思い出話として、また何気ない非現実的な話として「反魂の法」のことを話し、問い詰められてその禁忌を他言してしまう。

## 開発
サブキャラクターの原画を手掛けた笹井さじは、本作がデビュー作である。
笹井は本作以前に、別のアダルトゲームでグラフィックのアシスタントをした際に練習したことがあったものの、当初はどう描けばよいのかわからなくて苦労したと2013年のテックジャイアンとのインタビューの中で話しており、後でシナリオライターも同じ感じだったと聞いて驚いたとも振り返っている。
また、笹井は、原画家としての経験のない者を抜擢するのは、当時のコットンソフトの伝統的な流れだったようだとも話している。

## スタッフ
- 原画：あんころもち、笹井さじ[1]
- シナリオ：海富一、秋津環、大月祐祐
- 音楽：Elements Garden、Barbarian on the groove、Sentive、443、井出今日子他

## ボーカル曲
主題歌「Reconquista」
作詞：海富一 / 作曲：上松範康 (Elements Garden) / 編曲：菊田大介 (Elements Garden) / 歌：飛蘭
エンディング「声が聴こえる〜Calling you〜」
作詞：海富一 / 作編曲：ANZE HIJIRI / 歌：YURIA